# Leptogaster masaica
Leptogaster masaica là một loài ruồi trong họ Asilidae. Leptogaster masaica được Lindner miêu tả năm 1955. Loài này phân bố ở vùng nhiệt đới châu Phi.